# Ґлембоч-Великий
Ґлембоч-Великий (пол. Głębocz Wielki) — село в Польщі, у гміні Шумово Замбровського повіту Підляського воєводства.
Населення — 145 осіб (2011).
У 1975-1998 роках село належало до Ломжинського воєводства.

## Демографія
Демографічна структура станом на 31 березня 2011 року:
|          | Загалом | Допрацездатний вік | Працездатний вік | Постпрацездатний вік |
| -------- | ------- | ------------------ | ---------------- | -------------------- |
| Чоловіки | 71      | 20                 | 41               | 10                   |
| Жінки    | 74      | 15                 | 40               | 19                   |
| Разом    | 145     | 35                 | 81               | 29                   |